# Medier i Sri Lanka
Medier i Sri Lanka utgörs av massmedier som till exempel nyhetstidningar, förlag, radio och television, likväl som pressfrihet i landet. Media ges i huvudsak ut på tre språk – de officiella språken singalesiska och tamil, men även på engelska. Majoriteten av medierna är privatägda och dessa engagerar sig i den politiska debatten.
Under inbördeskriget i Sri Lanka 1983–2009 ansågs Sri Lanka vara världens farligaste land för journalister. År 2008 rankade Reportrar utan gränser Sri Lanka som det demokratiska land med minst pressfrihet i världen. De få medier som försökte genomföra en kritisk rapportering om regeringens förehavanden inför valet 2009 utsattes för repressalier, och många av dem hittades senare döda. Sri Lankas rättssystem ger staten rätt att fängsla journalister utan rättslig prövning. Undantagstillståndet från inbördeskriget upphörde 2011, och då lugnade sig även säkerhetsläget för journalister även om det var fortsatt farligt för dem. Efter maktskiftet 2015 utlovade regeringen "att journalister inte längre skulle behöva vara rädda för att kritisera regeringen eller för att ta upp känsliga ämnen som korruption och militärens roll". När Gotabaya Rajapaksa kom till makten efter valet 2019 började återigen inskränkningar, hot och våld mot journalister och människorättsaktivister att öka. Rajapaksa anklagades för att medvetet sanktionera mord och kidnappningar av kritiska journalister, bland dem många journalister från den tamilska minoritetsbefolkningen. 

## Nyhetstidningar
De första tidningarna som gavs ut i Sri Lanka var engelskspråkiga som exempelvis The Colombo Journal (1832), Observer and Commercial Advertiser (1834), The Ceylon Chronicle (1837) och Ceylon Herald (1838). Lankaloka var den första tidningen som gavs ut på singalesiska. Den är daterad till 1860. Två år senare gavs den första statsägda nyhetstidningen ut, Lakmini Pahana. År 1909 började den statsägda tidningen Dinamina ges ut.
År 1975 fanns 17 tidningar som gavs ut dagligen, av dessa 10 morgontidningar och sju kvällstidningar. Samtliga gavs ut i huvudstaden Colombo. Därtill gavs det ut 17 tidningar antingen veckovis eller under helgerna. Åren 1990 till 2000 var Uthayan den enda nyhetstidningen som gavs ut i Jaffna. Den tamilska tidningen lades ner av regeringen den 19 maj 2000 i en kampanj riktad mot nyhetsmedier i landet.
År 2024 gavs 10 av Sri Lankas 12 större tidningar ut av fyra medieföretag, vilka hade de brittiska mediehusen som förebild. Upali Newspapers ägde till exempel både den engelskspråkiga tidningen The Island och Divaina som gavs ut på singalesiska. De fyra större utgivarna var:
| Ägare    | Utgivare                                                      | Tidningar |
| -------- | ------------------------------------------------------------- | --- |
| Privat   | Wijeya Newspapers Limited                                     | Ger bland annat ut Ada, Vijey, Daily Mirror, the Sunday Times och Daily Financial Times (Daily FT)                                                        |
| Statsägd | the Associated Newspapers of Ceylon Limited (ANCL/Lake House) | Ger ut Silumina och Dinamina. |
| Privat   | Upali Newspapers (Pvt) Limited                                | Ger ut The Sinhala Language, Divaina, The Daily Island, Sunday Island, Vidusara och Navaliya Function                                                     |
| Privat   | Ceylon Newspapers (Pvt) Limited                               | Ger bland annat ut Virakesari, Kalaikesari, Sugavaalvu, Vanna Vaanavil, Metro News, Vidivelli, Sooriyakanthi, Daily Express, Weekly Express och Mithiran. |

Totalt gavs åtta rikstäckande nyhetstidningar ut på singalesiska, sju på engelska och tre på tamil 2024. Bland de statsägda nyhetstidningarna återfanns Dinamina och Silumina som gavs ut på singalesiska, Dinakaran/Thinakaran som gavs ut på tamil och de engelskspråkiga tidningarna Daily News och The Sunday Observer. Av de tidningar som gavs ut ansågs Daily News vara den viktigaste. Den mest utbredda tidningen var dock Dinamina som gavs ut dagligen och nådde 0,73 procent av befolkningen.

## Digitala medier
År 2015 hade 30 procent av befolkningen tillgång till internetuppkoppling. Antalet invånare med tillgång till internet hade fram till 2024 ökat till 56,3 procent. Antalet användare av sociala medier uppgick samma år till 7,5 miljon eller cirka 43,2 procent av befolkningen.

### Nyhetssajter
Bland nyhetssajter kan nämnas statsägda webbplatsen Lankapuvath.
Den tamilska webbplatsen Tamilnet grundades 1997 av bland annat Dharmeratnam Sivaram. Den var under lång tid "den främsta källan för nyheter och åsikter från tamilernas synvinkel kring det som rörde politik". Sivaram mördades 2005. Tamilska webbplatser stängdes ner av regeringen, men detta ändrades när en ny regering tillträdde 2015.
År 1998 grundades Lanka Business Online med fokus på affärsverksamhet.

### Sociala medier
År 2019 stängde regeringen tillfälligt ner sociala medier som Facebook, WhatsApp, Instagram, YouTube, Viber och Snapchat. Detta skedde efter ett bombattentat där regeringen via nedstängningarna menade att de ville "förhindra att desinformation sprids och skapar större oro". År 2022 stängdes de återigen ner. Denna gång var det efter att oppositionella hashtags som #GoHomeRajapaksas och #GotaGoHome trendat på sociala medier under flera dagars tid.

## Radio
År 1967 grundades det statsägda företaget Radio Ceylon, senare Sri Lanka Broadcasting Corporation (SLBC). År 1975 sände de sammanlagt 222 timmar i veckan på singalesiska, tamil och engelska. Detta var även fallet 2024. Det var också de statsägda radiokanalerna som främst användes 2024. Därtill fanns ett antal privatägda radiokanaler som FM Durana och Hiru FM. Stor spridning hade den religiösa radiokanalen Trans World Radio.
Radiokanalen Raja FM fick stängas 2006 efter beslut från regeringen. Orsaken var att de sände radioprogram om sex.

## Television
År 1975 fanns ännu inga TV-kanaler i Sri Lanka, men Junius Richard Jayewardene, som kom till makten efter valet 1977, beslutade att introducera TV i landet. Independent Television Network (ITN) etablerade landets första TV-station och kanalen fick samma namn. Den första sändningen gjordes den 13 april 1979. Spridningen av utsändningen var begränsad till en radie av 24 kilometer från huvudstaden Colombo. Klagomålen var dock spridda eftersom sändningarna drabbades av störningar, och i juni samma år förvärvades stationen av staten. En ny statsägd kanal, Sri Lanka Rupavahini Corporation, grundades 1982.  Kanalen bekostades av den japanska regeringen som även bekostade utbyggnaden av nätet så hela landet nåddes av sändningarna. Samma år började kanalen sända presidentens öppningstal. Tio år senare öppnades möjligheten för privata aktörer att etablera TV-stationer. Sedan dess har det grundats 12 TV-stationer och 44 kanaler.
TV-kanalerna som användes 2024 var i huvudsak statsägda.
Nedan presenteras de TV-stationer och kanaler som fanns angivna på Sri Lanka Press Institute 2024.
| TV-station                           | TV-kanal              | Kommentar |
| ------------------------------------ | --------------------- | --------- |
| Asian Broadcasting Corporation       | Hiru TV               | Privat    |
| Art Television Broadcasting Company  | ART TV                | Privat    |
| EAP Broadcasting Company             | Swarnawahini          | Privat    |
| Independent Television Network (ITN) | ITN                   | Statsägd  |
| Independent Television Network (ITN) | Vasantham TV          | Statsägd  |
| MTV Channel                          | MTV                   |           |
| MTV Channel                          | Shakthi TV            | Privat    |
| MTV Channel                          | Sirasa TV             | Privat    |
| Power House LTD                      | Derana TV             | Privat    |
| Sri Lanka Rupavahini Corporation     | Rupavahini            | Statsägd  |
| Sri Lanka Rupavahini Corporation     | Nethra TV             | Statsägd  |
| Sri Lanka Rupavahini Corporation     | Eye channel           | Statsägd  |
| Smart Network PVT Ltd.               | Lankasri              |           |
| Teleshan Network (PVT) Ltd.          | TNL TV                | Privat    |
| Voice of Asia Network                | Siyatha TV            |           |
| Voice of Asia Network                | Star Tamil Television |           |
| Athavan Media PVT Ltd.               | Athavan TV            |           |

## Reportrar utan gränsers pressfrihetsindex
Nedan presenteras Sri Lankas rankning i Reportrar utan gränsers pressfrihetsindex:
| År   | Plats       |
| ---- | ----------- |
| 2009 | 162 av 175  |
| 2014 | 165 av 180▼ |
| 2015 | 161 av 180▲ |
| 2016 | 141 av 180▲ |
| 2019 | 126 av 180▲ |
| 2021 | 127 av 180▼ |
| 2023 | 135 av 180▼ |
| 2024 | 150 av 180▼ |